# Asa Whitney
Pour les articles homonymes, voir Whitney.
Asa Whitney, né en 1791 et mort en août 1874 à Washington, est un commerçant et promoteur du transport transcontinental de chemin de fer américain.

## Biographie
Whitney vécut à New Rochelle (État de New York), au nord de New York. Il y fut un marchand drapier à succès.
Il fut l'un des premiers Américains à encourager la construction d'un train transcontinental reliant l'est et l'ouest du continent nord-américain. Au début des années 1830, Whitney devint captivé par le chemin de fer, devinant son importance future dans les affaires et dans le transport. Alors qu'il était en voyage d'affaires en Angleterre, il voyagea sur la nouvellement ouverte ligne Manchester-Liverpool. Un autre voyage en Chine, entre 1842 et 1844, frappa Whitney et finit de le convaincre de la nécessité de construire un transcontinental entre la côte pacifique et la côte atlantique,.
Lorsque Whitney regagna les États-Unis en 1844, ayant compris les bénéfices qu'il pourrait réaliser, il dépensa beaucoup d'argent à essayer de faire passer le projet auprès du Congrès. Le député Zadock Pratt présenta le projet au Congrès. En 1849, Whitney publia le manifeste A Project for a Railroad to the Pacific. Quatre années durant, il continua à écrire des ouvrages voués à son projet et mena des expéditions à travers le Territoire indien. Il multiplia également les conférences à Chicago, Saint-Louis, Philadelphie, La Nouvelle-Orléans... pour diffuser son idée. Son projet n'aboutit néanmoins pas.
Whitney a finalement contribué à l'obtention de crédits en 1853. Ces crédits furent utilisés à la réalisation des premières reconnaissances des routes du nord, du sud, et du centre des États-Unis. Ses projets furent plus tard réalisés sous la direction de Theodore Judah. Whitney était encore en vie lorsque les deux compagnies construisant le chemin de fer firent leur jonction à Promontory Point en 1869, marquant le début de l'exploitation de la voie.
Il est enterré dans le cimetière de Woodlands à Philadelphie.